# Mediazione (statistica)

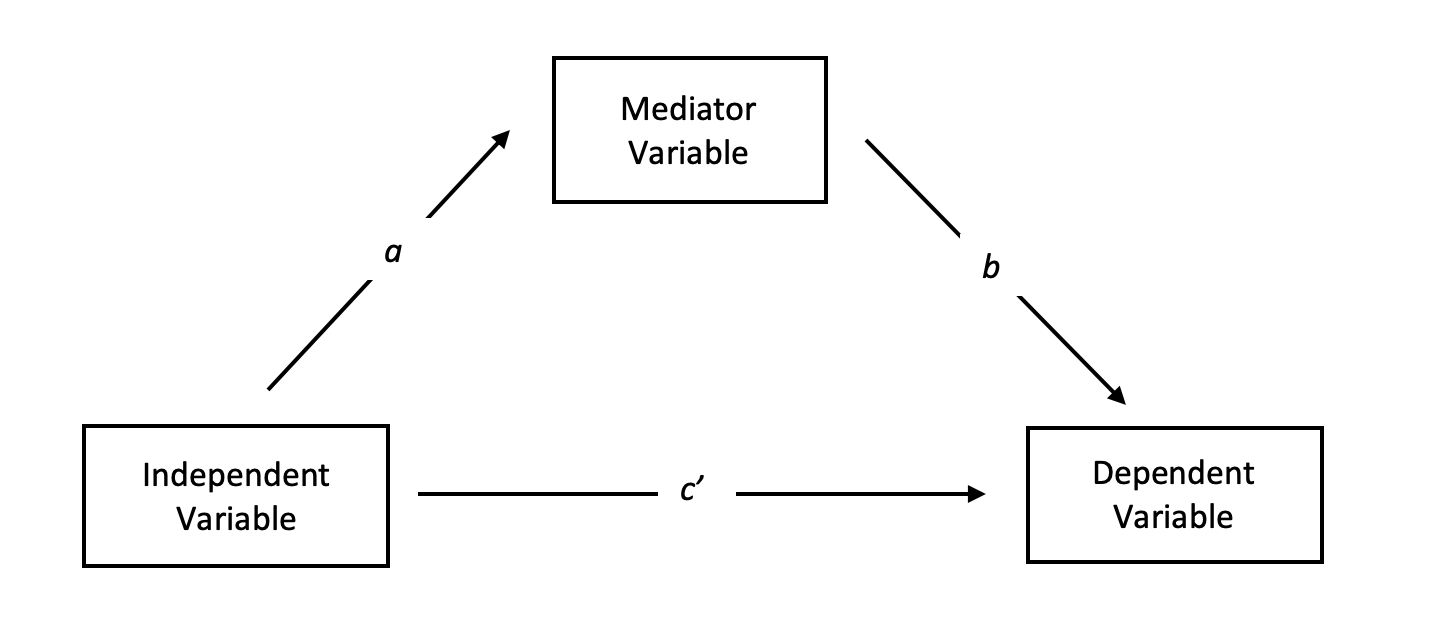
Modello di mediazione semplice

In statistica, un modello di mediazione cerca di individuare e spiegare il meccanismo o processo che sottende un legame osservato tra una variabile indipendente e una variabile dipendente tramite l'inserimento di una terza variabile ipotetica, conosciuta come variabile mediatrice (anche una variabile di mediazione, variabile intermediaria, variabile interveniente, o fattore di mediazione ). Piuttosto che una relazione causale diretta tra la variabile indipendente e la variabile dipendente, in un modello di mediazione si investiga l'ipotesi che la variabile indipendente influenzi la variabile mediatrice (non sempre nota a priori), che a sua volta influenza la variabile dipendente. Pertanto, la variabile mediatrice serve a chiarire la natura della relazione tra le variabili indipendenti e dipendenti.
Le analisi di mediazione vengono utilizzate per comprendere una relazione nota esplorando il meccanismo o il processo sottostante mediante il quale una variabile influenza un'altra variabile attraverso una variabile intermediaria. In particolare, l'analisi di mediazione può contribuire a comprendere meglio la relazione tra una variabile indipendente e una variabile dipendente quando queste variabili non hanno una connessione diretta evidente.

## I 4 passi di Baron e Kenny (1986) per la mediazione
Baron e Kenny (1986) hanno stabilito diversi requisiti che devono essere soddisfatti per individuare una vera relazione di mediazione. Sono descritti di seguito utilizzando un esempio del mondo reale. Vedere il diagramma sopra per una rappresentazione visiva della relazione di mediazione complessiva da spiegare. Nota: Hayes (2009) criticato l'approccio dei passaggi di mediazione di Baron e Kenny e, a partire dal 2019, David A. Kenny sul suo sito web ha affermato che la mediazione può esistere in assenza di un effetto totale 'significativo', e quindi il passaggio 1 di seguito potrebbe non essere necessario. Questa situazione viene talvolta definita "mediazione incoerente". Le pubblicazioni successive di Hayes hanno anche messo in discussione i concetti di mediazione totale o parziale e hanno sostenuto che questi termini, insieme all'approccio dei passaggi di mediazione classico delineato di seguito, venissero abbandonati.
Passo 1:
Regressione della variabile dipendente sulla variabile indipendente per confermare che la variabile indipendente è un predittore significativo della variabile dipendente.
Variabile indipendente {\displaystyle \to } variabile dipendente
{\displaystyle Y=\beta _{10}+\beta _{11}X+\varepsilon _{1}}
- β 11 è significativo

Passo 2:
Regressione del mediatore sulla variabile indipendente per confermare che la variabile indipendente è un predittore significativo del mediatore. Se il mediatore non è associato alla variabile indipendente, allora probabilmente non si tratta di un reale fattore di mediazione.
Variabile indipendente {\displaystyle \to } mediatore
{\displaystyle Me=\beta _{20}+\beta _{21}X+\varepsilon _{2}}
- β 21 è significativo

Passo 3:
Regressione della variabile dipendente sia sul mediatore che sulla variabile indipendente per confermare che a) il mediatore è un predittore significativo della variabile dipendente, e b) il coefficiente della variabile indipendente precedentemente individuata come significativa nel Passo 1 è in questo caso notevolmente ridotto, se non addirittura insignificante.
{\displaystyle Y=\beta _{30}+\beta _{31}X+\beta _{32}Me+\varepsilon _{3}}
- β 32 è significativo
- β 31 dovrebbe essere inferiore in valore assoluto rispetto all'effetto originale per la variabile indipendente (β 11 sopra)

Esempio
Il seguente esempio, tratto da Howell (2009), spiega ogni fase dei requisiti di Baron e Kenny per comprendere ulteriormente come si caratterizza un effetto di mediazione. Il passaggio 1 e il passaggio 2 utilizzano un'analisi di regressione semplice, mentre il passaggio 3 utilizza l'analisi di regressione multipla.
Passo 1:
Il modo in cui sei stato educato dai tuoi genitori (la variabile indipendente in questo caso) predice quanto ti senti sicuro di essere genitore dei tuoi figli (la variabile dipendente).
Come sei stato educato dai tuoi genitori {\displaystyle \to } Fiducia nelle proprie capacità genitoriali.
Passo 2:
Il modo in cui sei stato educato (variabile indipendente) predice i tuoi sentimenti di competenza e autostima (un possibile fattore mediatore).
Come sei stato educato {\displaystyle \to } Sentimenti di competenza e autostima.
Passo 3:
I tuoi sentimenti di competenza e autostima (cioè, il fattore di mediazione) predicono quanto ti senti sicuro di essere genitore dei tuoi figli (cioè, la variabile dipendente), indipendentemente da come sei stato educato (cioè, escludendo l'effetto diretto della variabile indipendente).
Tali risultati porterebbero alla conclusione che implica che i tuoi sentimenti di competenza e autostima mediano il rapporto tra il modo in cui sei stato educato e quanto ti senti sicuro di essere genitore dei tuoi figli.
Nota: se il passaggio 1 non produce risultati significativi, si possono ancora avere motivi per passare al passaggio 2. A volte esiste effettivamente una relazione significativa tra variabili indipendenti e dipendenti, ma a causa di piccole dimensioni del campione o di altri fattori estranei, potrebbero non esserci abbastanza informazioni per rilevare l'effetto che esiste effettivamente (Vedi Shrout & Bolger, 2002 per maggiori informazioni).